# Jeffrey John Wolf
Jeffrey John Wolf (nascido em 21 de dezembro de 1998) é um jogador de tênis júnior norte-americano. Ocupa a 18ª posição no ranking júnior, alcançada em 16 de maio de 2016. Fez sua estreia na chave principal do Grand Slam no Aberto dos Estados Unidos de 2016, na competição de duplas com John McNally.